# Гай Юлий Серий Авгурин
Гай Юлий Серии Авгурин (на латински: Gaius Iunius Serius Augurinus) e политик и сенатор на Римската империя през 2 век.
През 132 г. Авгурин е консул заедно с Гай Требий Сергиан. Неговият син Гай Серий Авгурин е консул 156 г.